# Mihail Kukușkin
Mihail Aleksandrovici Kukușkin (rusă Михаил Александрович Кукушкин; n. 26 decembrie 1987) este un jucător de tenis din Kazakstan, de origine rusă. Înainte de 2008, el a jucat pentru țara sa natală, Rusia. Cea mai înaltă poziție în clasamentul ATP este locul 39 mondial la simplu (25 februarie 2019).